# Sandfang
Ein Sandfang ist eine becken- oder seeartige Erweiterung und Vertiefung eines Gewässers, die ständig durchflossen wird. Genügend große Feststoffpartikel, die schwerer sind als Wasser, können sich hier absetzen und werden nicht weitertransportiert. Ausschlaggebend dafür ist die Verringerung der Fließgeschwindigkeit in solchen Becken. Diese Technik wird auch in Kläranlagen verwendet.

## Sandfang in Fließgewässern
Sand- und Geröllfänge haben die Aufgabe, die vom Gewässer mitgeführten Feststoffe zurückzuhalten, um Ablagerungen in verlandungsgefährdeten Unterwasserbereichen, Dükern und verrohrten Teilstrecken zu verhindern. Hierbei ist zwischen einem Flusssandfang und einem Sand- und Geröllfang, wie er zum Beispiel in kleineren Gewässern vor Verrohrungen und Dükern angelegt wird, zu unterscheiden.

## Sandfang zum Schutz von Anlagenteilen (Pumpen, Turbinen, Schieber usw.)
Um empfindliche Anlagenteile gegen harte Schwebstoffteile zu schützen, werden die größeren Schwebstoffteilchen D=0,2–0,5 mm in einem Entsander ausgeschieden.
Das Prinzip beruht auf einer Strömungsberuhigung und der Verringerung der Fließgeschwindigkeit. 
Dies führt zu einem Absinken der Schwebstoffteilchen. 
Der gebräuchliche Entsandertyp ist das längliche Absetzbecken.
Das abgesetzte Material wird durch eine Spüleinrichtungen aus dem Entsanderbecken entfernt. 
Durch Öffnen eines Schützes werden die abgesunkenen Teilchen aus dem Kanal in den Unterwasserbereich des Flusses zurückgeführt.
Sandfänge können im Haupt- oder Nebenschluss hergestellt werden.

### Hauptschluss
Sandfänge im Hauptschluss sind meist nichtbefestigte Aufweitungen des Fließquerschnittes. Sie stellen eine massive Wandersperre für die meisten Fließgewässerlebewesen dar. Zwar ist die Wirkungsweise effektiver als im Nebenschluss, da eine Fällung der festen Stoffe ständig stattfindet, sie stellt aber für die meisten Wassertiere eine Wandersperre dar. 

### Nebenschluss
Um für die Flussfauna eine Wandermöglichkeit in beide Richtungen zu ermöglichen, ist eine Ausführung im Nebenschluss nötig. Hier wird das Gerinne um ein Absetzbecken herumgeführt, so dass Fische und Lebewesen des Makrozoobenthos ungehindert den Sandfang passieren können. Das Absetzbecken wird nur bei Hochwasser beschickt. Diese Funktionsweise ist meist ausreichend, da sich die Sandfracht erst bei starken Regenereignissen so stark erhöht, dass der Sandfang notwendig wird.

## Sandfang in der Klärtechnik

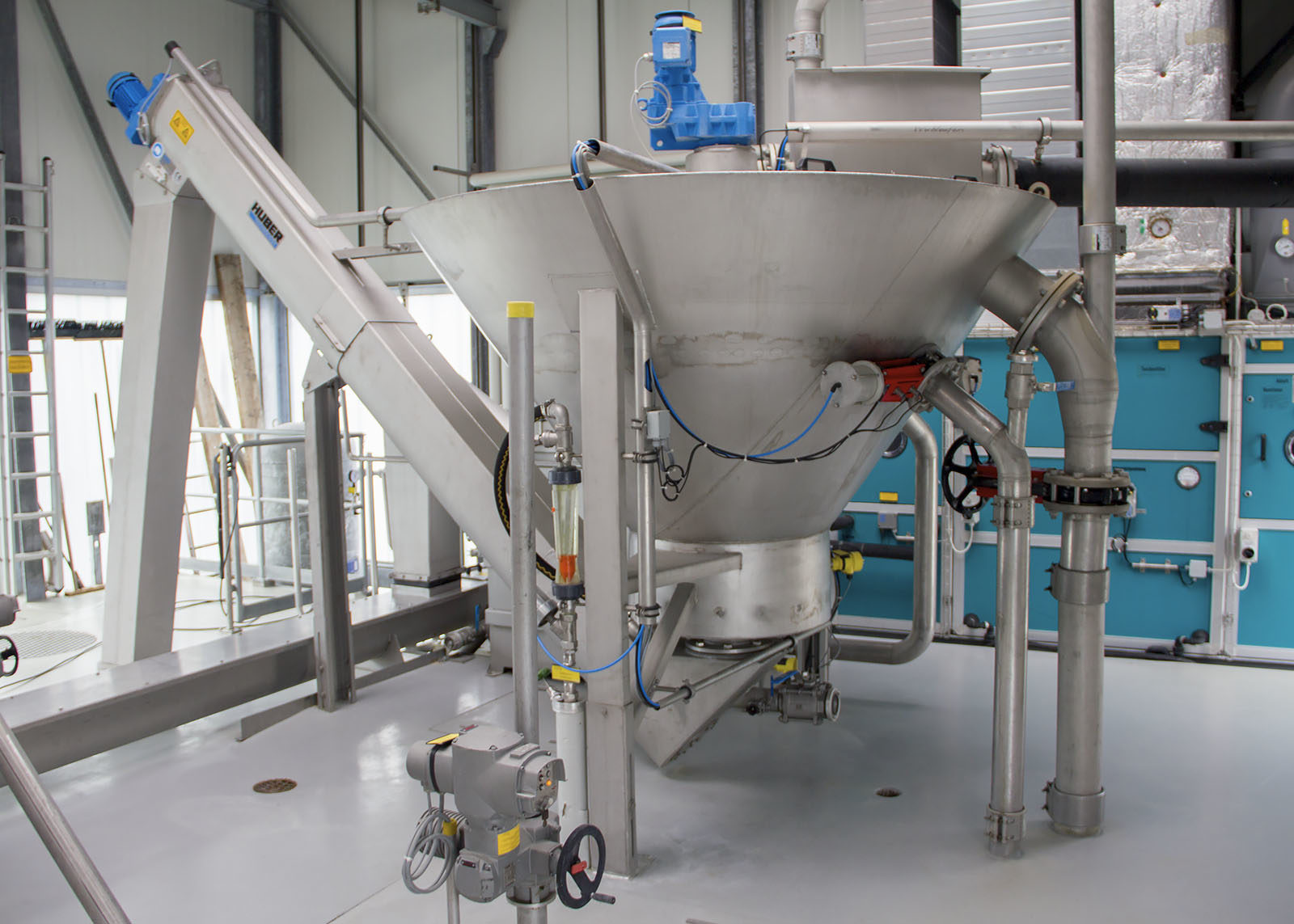
Sandwaschanlage

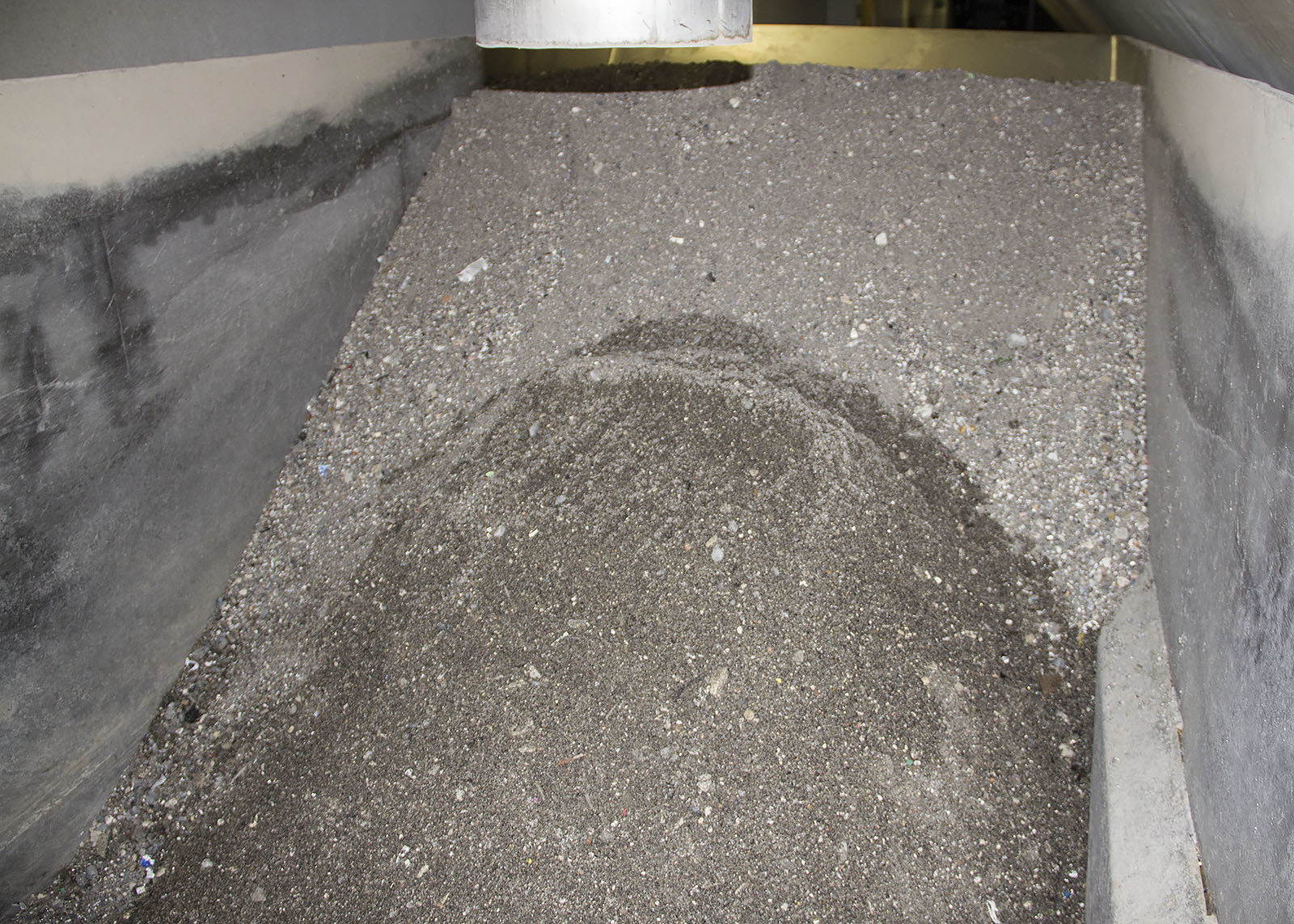
Zurückgehaltener Sand und feiner Kies

Der Sandfang einer Kläranlage ist ein Absetzbecken innerhalb der mechanischen Stufe mit der Aufgabe, absetzbare, mineralische Verunreinigungen aus dem Abwasser zu entfernen, beispielsweise Sand, Steine oder Glassplitter. Diese Stoffe würden zu betrieblichen Störungen und sogar Schäden in der Anlage führen (Verschleiß, Verstopfungen, Ablagerungen). Neben dem unbelüfteten Langsandfang kommt ein belüfteter Langsandfang oder Walzensandfang, worin zugleich Fette und Öle an der Oberfläche abgeschieden werden, oder ein Rundsandfang zum Einsatz. Sandfänge werden meist zwischen Rechen bzw. Sieb und der Vorklärung angeordnet
Die Fließgeschwindigkeit im Langsandfang, die Belüftung im belüfteten Sandfang bzw. die Strömung im Rundsandfang sind derart ausgelegt, dass vorwiegend Sand und grobes organisches Material abgeschieden werden. Man strebt eine horizontale Fließgeschwindigkeit von maximal 0,2 m/s an. Durch den Lufteintrag bei belüfteten Sandfängen wird eine von Durchflussschwankungen unabhängige Sekundärströmung induziert, die organische Partikel in Schwebe hält. Bei modernen Anlagen wird das Sandfanggut nach der Entnahme aus dem Sandfang gewaschen, d. h. von organischen Inhaltsstoffen befreit, um eine bessere Entwässerung und anschließende Verwertbarkeit (z. B. im Straßenbau) zu ermöglichen.
Beim Rundsandfang handelt es sich um ein Rundbecken mit tangentialem Einlauf. Die dadurch hervorgerufene Kreis- bzw. Trombenströmung sorgt dafür, dass die Feststoffe sich zum Zentrum der Beckensohle bewegen (s. a. Teetasseneffekt), welches wiederum in Form eines Trichters ausgebildet ist. Dort werden die abgesetzten Stoffe abgezogen.